# Aeroportul North Battleford (Cameron McIntosh)
Aeroportul North Battleford (Cameron McIntosh) (IATA: YQW, ICAO: CYQW) este un aeroport din Saskatchewan, Canada ce deservește zona North Battleford⁠(d). Aeroportul a fost tranzitat în 2017 de 0 pasageri.
Situat la o altitudine de 548 m, aeroportul dispune de o singură pistă.